# Religija u Nizozemskoj
Religija u Nizozemskoj zastupljena je s nekoliko vjerskih zajednica.

## Povijest
Do rimskih osvajanja stanovništvo prostora današnje Nizozemske štovalo je germanske i keltske bogove. S rimskim osvajanjima dolazi utjecaj starorimske vjere. Od 2. do 5. stoljeća u ove se krajeve širi kršćanstvo.
Pokrštena je do kraja u srednjem vijeku. Pripadala je krugu zapadnog kršćanstva. Nakon velike podjele, ovaj prostor dio je rimokatoličkog svijeta. Zapadni raskol i blizina zemalja sklonih papi u Avignonu utjecala je na vjerski život u Nizozemskoj. Pojava protestantizma zahvatila je Španjolsku Nizozemsku, koja je obuhvaćala današnju Belgiju i Nizozemsku. Podjela je izvršena po vjerskom ključu, tako da je u Nizozemskoj završili oni krajevi s većim udjelom protestanata. Do pojave protestantizma pripadala je zapadnoj, Rimokatoličkoj Crkvi.
Nizozemska se bunila. Ujedinjena Nizozemska Unijom iz Utrechta (1579.) godine proglasila je neovisnost od Španjolske 1581. tijekom Osamdesetogodišnjeg rata. Španjolska je konačno prihvatila nizozemsku neovisnost 1648. godine. Motiv nizozemskog ustanka djelimice je bio vjerski motiviran. Tijekom protestantske reformacije mnogi Nizozemci prihvatili su luteranski, anabaptistički, kalvinistički ili menonitski protestantizam. Španjolska je bila protureformacijska zemlja i ti su vjerski pokreti bili pod pritiskom. Nakon što je Nizozemska postala neovisnom, prihvatila je kalvinizam kao kvazidržavnu vjeru, ali nikad formalno. Imala je vjersku toleranciju prema nekalvinistima. Postala je poprilično sigurnim odredištem židovskim i protestantskim izbjeglicama iz Flandrije, Francuske (hugenoti), Njemačke i Engleske (n.pr., Očevi hodočasnici, "Pilgrim Fathers"). Bilo je uvijek jačih razlika između ortodoksnog i liberalnog tumačenja kalvinizma: između arminijanizma i gomarizma u 17. stoljeću te između Nizozemske reformirane Crkve (Nederlands Hervormde Kerk) i Reformiranih Crkava u Nizozemskoj (Gereformeerde Kerken in Nederland) u kasnom 19. stoljeću, što je dovelo još do denominacijskih razlika između hervormd i gereformeerd, premda jezično obje riječi znače "reformirani". Vjerska tolerancija nije se pokazivala prema rimokatolicima. Rimokatolicima, koji su bili većina u južnim pokrajinama, nije bilo dopušteno otvoreno ispovijedati svoju vjeru. Emancipirali su se tek kasnog 19. i početkom 20. stoljeća putem pilarizacije (verzuiling), političko-denominacijske segregacije društva, formirajući svoje društvene zajednice.
1947. godine 44,3% stanovništva bili su protestanti, 38,7% rimokatolici, a 17,1% nisu se izjasnili pripadnicima nikoje vjere. 2013. godine, nizozemski Središnji ured za statistiku izbrojio je da se 26% stanovnika izjašnjava rimokatolicima, 16% protestantima, 5% muslimanima, a 6% kao "ostali" (u što su uključene razne ostale kršćanske denominacije, hindusi 0,6%, židovske vjere 0,1% i budista 0,4%). Od 1940. do 1945., 75-80% nizozemskih Židova nacisti i njihove pristaše pobili su u Holokaustu.
U 20. stoljeću padala je religioznost a rastao sekularizam. 1960-ih i 1970-ih opadali su i protestantizam i rimokatoličanstvo. Iznimka je islam koji je snažno narastao kao posljedica useljavanja. Od 2000. raste vjerska svijest. Raste utjecaj muslimanskog ekstremizma. 2013. godine katolkinja je postala kraljica supruga.
Do 2004. Protestantska Crkva Nizozemske sastojala se od triju odvojenih denominacija, Nizozemske reformirane Crkve, Reformiranih Crkava Nizozemske i od Evangeličke luteranske Crkve Kraljevine Nizozemske. Nizozemska starokatolička Crkva je matična Crkva starokatoličkih Crkava.
Prema Berntsu i Berghuijsu (2016.), 2015. u Nizozemskoj je bilo 67,8% nereligoznih, 11,7% rimokatolika, 8,6% pripadnika Protestantske Crkve Nizozemske, 4,2% ostalih kršćanskih denominacija, 5,8% muslimana, 2% hinduista i budista.

## Vjerska struktura
Procjene koje navodi CIA za 2009. godinu govore o sljedećem vjerskom sastavu:
- rimokatolici 28%
- protestanti 19% (uključuje Nizozemske reformiste 9%, Protestantsku Crkvu Nizozemske 7%, kalviniste 3%),
- ostali 11% (uključuje 5% muslimana, nešto manje brojne hinduiste, budiste, Jehovine svjedoke i pravoslavne)
- bez vjere 42%

## Galerija
- Širenje kršćanstva u Europi i na Sredozemlju.
- Europa u doba velike podjele 1054. godine.
- Religija u Europi, na Sredozemlju i na Bliskom Istoku 1100.
- Zapadni raskol. Pristaše avignonskog (crveno) i rimskog (plavo) pape. 1409. slika se mijenja pojavom pisanskog pape. Zemljovid još nije potpun i točan.
- Religije u Europi 1560.